# Lac de Ganivet
Pour les articles homonymes, voir Ganivet.
Le lac de Ganivet est un lac artificiel situé dans le département français de la Lozère.

## Situation
Le lac est situé sur la commune de Lachamp-Ribennes et une petite partie sur la commune de Saint-Gal, en Lozère, sur les contreforts de la Margeride. Il se trouve à l'ouest du plateau du Palais du Roy, et est alimenté par la Colagne tout comme le lac de Charpal, proche de là.

## Activités
La communauté de communes Randon - Margeride propose de nouvelles activités et de nouveaux services au lac de Ganivet à partir de l'été 2017.
La baignade est désormais possible sous la surveillance d'un maître-nageur (BNSSA) dans une zone délimitée. Il est également possible de louer des pédalos ou canoés pour une balade au fil de l'eau.
Le bâtiment d'accueil abrite un bar restaurant, le Ganivet, ouvert d'avril à novembre. Une aire de pique-nique est également à la disposition des visiteurs ainsi qu’une aire de jeux équipée de balançoires, toboggan, etc pour les enfants. Une rampe de mise à l’eau, en accès libre, permet aux embarcations (dériveurs, planches à voiles, paddles, barques de pêche) d'accéder au lac, celles à moteur ne sont pas autorisées sur le lac. Des balades à pied ou à vélo sont possibles à proximité du lac, un parking permet le stationnement des véhicules. Pour le printemps 2020, il sera possible de faire le tour du lac par un sentier aménagé.